# 太平关乡
太平关乡，是中华人民共和国江西省九江市彭泽县下辖的一个乡镇级行政单位。

## 行政区划
太平关乡下辖以下地区：
太平村、谷塘村、双港村、平畈村、石涧村、横山村、大岭村、望新村、康庄村、灌塘村、古楼村和永乐村。